# Jastrabské sedlo
Jastrabské sedlo (hovorově Sedlo Jarky) je přirozená a viditelná terénní sníženina, která tvoří hranici mezi pohořími Strážovské vrchy a Považský Inovec. Nachází se mezi obcemi Mnichova Lehota a Trenčianske Jastrabie v okrese Trenčín.
Leží na místě jastrabianského tektonického zlomu, který odděluje druhohorní příkrovové formace Strážovských vrchů od krystalických břidlic Považského Inovce. V místě zlomu vystupuje na povrch několik minerálních pramenů, z nichž nejpopulárnější u Trenčianských Mitic lze navštívit z odpočívadla u silnice první třídy procházející sedlem. V blízkosti sedla se nachází v tělese dolomitů a vápenců Chočského příkrovu rozsáhlý kamenolom.

## Doprava
Sedlo je důležitým dopravním koridorem mezi oblastí Trenčína a regionem Horní Nitry. Vede jím frekventovaná silniční komunikace I/9 i železniční trať Trenčín - Chynorany.